# Das kalte Herz (Fernsehserie)
Das kalte Herz ist eine deutsche Miniserie des ZDF. Die unter der Regie von Werner Reinhold entstandene Serie basiert lose auf dem Märchen Das kalte Herz von Wilhelm Hauff. Die Folgen waren jeweils 30 Minuten lang und liefen montags im ZDF um 17:10 Uhr. Als Drehort für die Serie diente u. a. die Iberger Tropfsteinhöhle im Harz.

## Episodenliste
| Teil | Episodentitel | Erstausstrahlung (Deutschland) | Laufzeit |
| ---- | ------------- | ------------------------------ | -------- |
| 1    | 1. Teil       | 11. Dezember 1978              | 30 min.  |
| 2    | 2. Teil       | 18. Dezember 1978              | 30 min.  |
| 3    | 3. Teil       | 8. Januar 1979                 | 30 min.  |
| 4    | 4. Teil       | 15. Januar 1979                | 30 min.  |
| 5    | 5. Teil       | 22. Januar 1979                | 30 min.  |
| 6    | 6. Teil       | 29. Januar 1979                | 30 min.  |

## DVD-Veröffentlichung
- Serien-Klassiker: Das kalte Herz – Die komplette 6-teilige Serie, Pidax Film, FSK 6, Laufzeit: ca. 180 Minuten, Erscheinungstermin: 27. Oktober 2017, EAN: 4260497420354